# Pierre van Paassen
 (novembre 2015).
Si vous disposez d'ouvrages ou d'articles de référence ou si vous connaissez des sites web de qualité traitant du thème abordé ici, merci de compléter l'article en donnant les références utiles à sa vérifiabilité et en les liant à la section « Notes et références ».
Pierre van Paassen (né le 7 février 1895 et mort le 8 janvier 1968) est un journaliste et écrivain unitarien de nationalités néerlandaise, canadienne et américaine.
Né à Gorinchem, aux Pays-Bas, il émigre avec ses parents au Canada à l'âge de 19 ans. Après son entrée au séminaire, il devient missionnaire en Alberta. En 1917, il s'engage dans l'armée canadienne et combat en France en tant que fantassin.
En 1921, Pierre van Paassen devient journaliste au Toronto Globe et s'installe l'année suivante aux États-Unis, où il écrit des articles pour l'Atlanta Journal Constitution. De 1924 à 1931, il est correspondant étranger à Paris pour le New York World. Après la Seconde Guerre mondiale, il devient correspondant étranger pour le Toronto Star. Il acquiert la nationalité américaine en 1947.
Pierre van Paassen doit sa notoriété à ses reportages sur les conflits entre Arabes, Juifs, Britanniques et Français au Moyen-Orient ainsi que sur la traite négrière, les problèmes coloniaux en Afrique du Nord, la Seconde guerre italo-éthiopienne et la Guerre d'Espagne.

## Publications
- Nazism: An Assault on Civilization (1934)
- Days of our Years (1939)
- Estes dias tumultuosos: biografia duma geração desesperada (1940)
- Afraid of Victory (c. 1939-41)
- The Battle for Jerusalem (1941 en collaboration avec Vladimir Jabotinsky)
- The Time is Now! (1941)
- That Day Alone (1941)
- The Forgotten Ally  (1943)
- Earth Could Be Fair (1946)
- The Tower of Terzel (1948)
- Palestine: Land of Israel (1948)
- Why Jesus Died (1949)
- Jerusalem Calling! (1950)
- Visions Rise and Change (1955)
- A Pilgrim's Vow (1956)